# American Hotel
L'American Hotel, conosciuto anche come Hotel Americain, è un hotel e un caffè-ristorante con una stanza da lettura in Jugendstil che si trova su Leidseplein nella città di Amsterdam.

## Storia
L'hotel è stato costruito tra il 1898 e il 1900 da Willem Kromhout e Herman Gerard Jansen secondo lo stile di Berlage.
Nel 1927-1928 è stata realizzata un'espansione ad opera dell'architetto Gerrit Jan Rutgers. Sia l'espansione che il caffè sono riconosciuti come parte del Patrimonio Nazionale.
 Rijksmonument (3403)
 Rijksmonument (518484)